# Bon Repos sur Blavet
Bon Repos sur Blavet is een gemeente in het Franse departement Côtes-d'Armor in de regio Bretagne en maakt deel uit van het arrondissement Guingamp. Bon Repos sur Blavet is op 1 januari 2017 ontstaan door de fusie van de gemeenten Laniscat, Perret en Saint-Gelven. Bon Repos sur Blavet telde op 1 januari 2022 1.237 inwoners. 

## Geografie
De oppervlakte van Bon Repos sur Blavet bedroeg op 1 januari 2022 53,91 vierkante kilometer; de bevolkingsdichtheid was toen 22,9 inwoners per km².
De onderstaande kaart toont de ligging van Bon Repos sur Blavet met de belangrijkste infrastructuur en aangrenzende gemeenten.

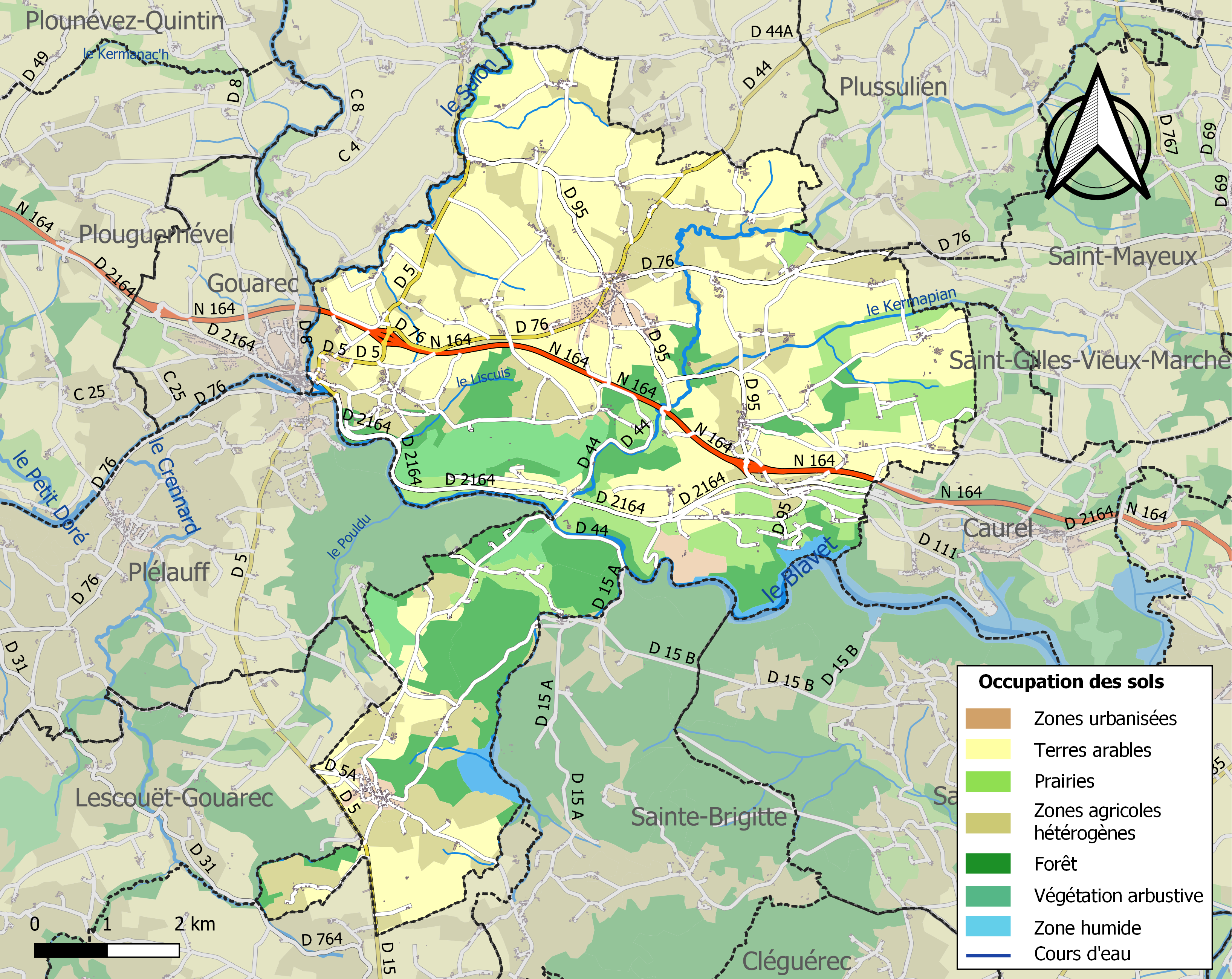